# Stuart Farquhar
Stuart Farquhar (Te Aroha, 15 marzo 1982) è un ex giavellottista neozelandese, rappresentante della Nuova Zelanda in quattro edizioni consecutive dei Giochi olimpici dal 2004 al 2016.
Dal 2000 al 2016 ha vinto 15 volte i titoli nazionali di disciplina.

## Palmarès
| Anno | Manifestazione                | Sede              | Evento                 | Risultato | Prestazione | Note                                     |
| ---- | ----------------------------- | ----------------- | ---------------------- | --------- | ----------- | ---------------------------------------- |
| 1997 | Campionati oceaniani juniores | Suva              | Lancio del giavellotto | Argento   | 52,54 m     |                                          |
| 1998 | Mondiali juniores             | Annecy            | Lancio del giavellotto | 15º (q)   | 63,82 m     |                                          |
| 2000 | Mondiali juniores             | Santiago del Cile | Lancio del giavellotto | 26º (q)   | 64,57 m     |                                          |
| 2004 | Giochi olimpici               | Atene             | Lancio del giavellotto | 25º (q)   | 74,63 m     |                                          |
| 2006 | Giochi del Commonwealth       | Melbourne         | Lancio del giavellotto | 7º        | 77,40 m     |                                          |
| 2007 | Mondiali                      | Osaka             | Lancio del giavellotto | 19º (q)   | 78,08 m     | Miglior prestazione personale stagionale |
| 2008 | Giochi olimpici               | Pechino           | Lancio del giavellotto | 20º (q)   | 76,14 m     |                                          |
| 2009 | Universiadi                   | Belgrado          | Lancio del giavellotto | Argento   | 79,48 m     |                                          |
| 2009 | Mondiali                      | Berlino           | Lancio del giavellotto | 14º (q)   | 78,53 m     |                                          |
| 2010 | Giochi del Commonwealth       | Nuova Delhi       | Lancio del giavellotto | Argento   | 78,15 m     |                                          |
| 2011 | Mondiali                      | Taegu             | Lancio del giavellotto | 11º       | 78,99 m     |                                          |
| 2012 | Giochi olimpici               | Londra            | Lancio del giavellotto | 8º        | 80,22 m     |                                          |
| 2013 | Mondiali                      | Mosca             | Lancio del giavellotto | 9º        | 79,24 m     |                                          |
| 2014 | Giochi del Commonwealth       | Glasgow           | Lancio del giavellotto | 5º        | 78,14 m     |                                          |
| 2015 | Mondiali                      | Pechino           | Lancio del giavellotto | 23º (q)   | 78,30 m     |                                          |
| 2016 | Giochi olimpici               | Rio de Janeiro    | Lancio del giavellotto | 29º (q)   | 77,32 m     |                                          |

## Altre competizioni internazionali
2010
- 5º in Coppa continentale ( Spalato), lancio del giavellotto - 78,29 m